# رالف اینترنت را خراب می‌کند
رالف اینترنت را خراب می‌کند (به انگلیسی: Ralph Breaks the Internet) یک فیلم پویانمایی رایانه‌ای کمدی آمریکایی محصول سال ۲۰۱۸ است که توسط استودیوی انیمیشن والت دیزنی تولید و از طریق استودیو والت دیزنی موشن پیکچرز توزیع شده‌است. این فیلم پنجاه و هفتمین فیلم پویانمایی تولید شده توسط این استودیو است و دنبالهٔ فیلم رالف خرابکار (۲۰۱۲) است. این فیلم به کارگردانی ریچ مور و فیل جانستون (در اولین کارگردانی فیلم بلند خود) بر اساس فیلمنامه‌ای از جانستون و پاملا ریبون، تهیه‌کنندگی کلارک اسپنسر و تهیه‌کنندگی اجرایی توسط جان لستر، جنیفر لی و کریس ویلیامز منتشر شده‌است. بازیگران جان سی ریلی، سارا سیلورمن، گل گدوت، تاراجی هنسون، جک مک‌بریر، جین لینچ، آلن تودیک، آلفرد مولینا و اد اونیل در صداپیشگی این فیلم به ایفای نقش پرداخته‌اند.
اولین بحث‌ها در مورد دنباله ای برای رالف خرابکار در سپتامبر ۲۰۱۲ آغاز شد و قسمت جدید پیش از اینکه سازندگان فیلم به طرح نهایی بپردازند سه فیلمنامه متفاوت را پشت سر گذاشت. هنگامی که این فیلم در ژوئن ۲۰۱۶ رسماً با نام رالف اینترنت را خراب می‌کند: رالف خرابکار ۲ معرفی شد، بسیاری از بازیگران اصلی تأیید کردند که با آن قرارداد امضا کرده‌اند و اعضای جدید در سال ۲۰۱۸ اضافه شدند. این اولین دنباله فیلم پویانمایی کامپیوتری استودیو انیمیشن والت دیزنی است و اولین دنبالهٔ این استودیو است که توسط تیم نویسندگی و کارگردانی فیلم اصلی ساخته شده‌است.
رالف اینترنت را خراب می‌کند در ۵ نوامبر ۲۰۱۸ در لس آنجلس به نمایش درآمد و در ۲۱ نوامبر در ایالات متحده منتشر شد. این فیلم بیش از ۵۲۹٫۳ میلیون دلار در سراسر جهان فروش کرد و به‌طور کلی نقدهای مثبتی از منتقدان دریافت کرد. این فیلم در نود و یکمین دوره جوایز اسکار، هفتاد و ششمین جوایز گلدن گلوب و بیست و چهارمین دوره جوایز انتخاب منتقدان نامزد بهترین فیلم بلند پویانمایی شد اما هر سه را به مرد عنکبوتی: به درون دنیای عنکبوتی باخت.

## داستان
شش سال پس از وقایع فیلم اول، رالف و وانلوپی بهترین دوستان هستند و هر روز پس از کار در آرکید لیتواک با هم وقت خود را سپری می‌کنند. رالف از زندگی خود راضی است، اما وانلوپی مشتاق برای هیجان بیشتر است و از زندگی قابل پیش‌بینی و کسل‌کننده‌اش در شوگر راش خسته شده‌است. رالف برای خشنود کردن او، مخفیانه وارد بازی او می‌شود و یک جاده مخفی می‌سازد. روز بعد، هنگامی که وانلوپی با کنترل بازیکن آرکید برای آزمایش مسیر مبارزه می‌کند، فرمان کابین می‌شکند. از آنجا که شرکت سازندهٔ شوگر راش از بین رفته‌است و هزینه یک چرخ و جایگزینی در ای‌بی بیش از حد بالا است، آقای لیتواک تصمیم می‌گیرد کابل شوگر راش را از برق بکشد و موجب بی خانمانی شهروندان آن می‌شود.
آنها به موتور جستجوی KnowsMore می‌روند تا ای‌بی را پیدا کنند، جایی که در نهایت با افزایش ناخواسته قیمت به ۲۷٬۰۰۱ دلار آمریکا در حراج فرمان برنده می‌شوند. آنها فقط ۲۴ ساعت فرصت دارند تا بودجه را تهیه کنند، در غیر این صورت چرخ را از دست خواهند داد. در راه خروج، با جی پی اسپاملی فروشنده کلیک طعمه روبرو می‌شوند، که به آن‌ها پیشنهاد می‌دهد برای یک کار پرسود ماشین شانک، شخصیت اصلی بازی محبوب مسابقه‌ای با با نام مسابقه کشتار با محوریت بتل رویال. آنها ماشین شانک را می‌دزدند، اما او قبل از اینکه بازی را با آن ترک کنند، آنها را متوقف می‌کند و می‌گوید راه‌های بهتری نسبت به دزدی برای کسب درآمد از اینترنت وجود دارد. او اقدام به ساخت یک ویدئوی همه‌بین از رالف می‌کند و آن را در سایت اشتراک گذاری ویدیو بازتیوب آپلود می‌کند. او آنها را به یس (یس)، الگوریتم اصلی بازتیوب، برای کسب درآمد برای ویدیو راهنمایی می‌کند. در بازتیوب، یس از محبوبیت ویدیوی رالف خوشحال است و آنها به ایده ساختن ویدیوهای بیشتری می‌پردازند که در صورت مشاهده کافی، در کوتاه‌ترین زمان برای آنها پول به دست می‌آورند.
وانلوپی به تبلیغ ویدیوها کمک می‌کند و رالف از یس می‌خواهد که او را به «اوه دیزنی من» بفرستد. وانلوپی در آنجا، پس از آن که توسط استورم تروپر برای تبلیغات در سایت تعقیب می‌شود، با پرنسس‌های دیزنی دوست می‌شود و توسط آنها تشویق می‌شود تا در مورد احساس عدم تحقق خود صحبت کند و در قالب یک ترانه («می‌خواهم») در مورد این موضوع به نقطه عطف برسد. رالف پول کافی برای خرید چرخ به دست می‌آورد، اما متوجه می‌شود که وانلوپی با شانک دربارهٔ ماندن در مسابقه کشتار صحبت می‌کند و به دلیل تازگی نسبی و غیرقابل پیش‌بینی بودن آن در مقایسه با شوگر راش، خودش را آنجا در خانه احساس می‌کند.
رالف که نگران از دست دادن دوستش برای همیشه است، از اسپاملی راهی می‌خواهد تا وانلوپی را از بازی بیرون بکشد و نزد دابل دن فروشندهٔ دارک وب آورده می‌شود، که ویروسی به نام آرتور را برای رالف فراهم می‌کند که از ناامنی‌ها تغذیه و آنها را تکرار می‌کند. هنگامی که رالف آرتور را در مسابقه کشتار رها می‌کند، ویروس به تکرار گلیچ وانلوپی می‌پردازد و باعث راه اندازی مجدد سرور می‌شود. رالف، شانک و دیگران به وانلوپی کمک می‌کنند تا قبل از تنظیم مجدد بازی فرار کند. وانلوپی خودش را مقصر این تصادف می‌داند، اما رالف به او اعتراف می‌کند که تصادف در واقع تقصیر او بوده‌است. وانلوپی خشمگین مدال شیرینی قهرمان خود را دور می‌اندازد و فرار می‌کند.
در حالی که رالف گناهکار مدال شکسته شده خود را پیدا می‌کند، آرتور از ناامنی‌های رالف کپی کرده و شروع به ساختن رالف تکراری می‌کند. کلون‌ها در یک حمله محروم‌سازی از سرویس اینترنت را غلبه می‌کنند و همه به دنبال وانلوپی هستند تا با او «دوست شوند». رالف او را نجات می‌دهد و سعی می‌کند کلون‌ها را به یک دیوار آتش فریب دهد، اما آنها یک هیولای رالف غول‌پیکر را تشکیل می‌دهند که هر دوی آنها را می‌گیرد. رالف انتخاب وانلوپی را می‌پذیرد و ناامنی‌هایش رها می‌شود. این همچنین باعث می‌شود که هیولای رالف غول پیکر و کلون‌ها ناپدید شوند و رالف و وانلوپی با هم آشتی کنند. رالف نیمی از مدال شکسته را به وانلوپی می‌دهد و آنها از صمیم قلب با یکدیگر خداحافظی می‌کنند زیرا شانک ترتیبی داده‌است که وانلوپی بتواند در مسابقه کشتار دوباره زنده شود.
در بازی‌های آرکید، شوگر راش تعمیر می‌شود و رالف در فعالیت‌های اجتماعی با دیگر شخصیت‌های آرکید شرکت می‌کند، در حالی که از طریق چت ویدیویی با وانلوپی در تماس است و از توانایی جدید خود برای مستقل بودن احساس رضایت می‌کند.

## صداپیشه‌ها
- جان سی ریلی در نقش رالف خرابکار، مردی غول‌پیکر اما مهربان که آنتاگونیست بازی آرکید درستش کن فلیکس جونیور[پ] است.[۷]
- سارا سیلورمن در نقش وانلوپی فون شویتز، یک مسابقه‌دهنده پر زرق و برق که شخصیت اصلی و شاهدخت شوگر راش و بهترین دوست رالف است.[۸]
- گل گدوت درنقش شانک، یک ان‌پی‌سی، مسابقه‌دهنده سرسخت و با استعداد در مسابقه کشتار.[۹]
- تراجی پی. هنسون به عنوان یسسس[ت]، (الگوریتمی که ویدیوهای پرطرفدار را در بازتیوب[ث] منتشر می‌کند.[۱۰] (الهام‌گرفته‌شده از یوتیوب و بازفید).[۱۱] بخش‌هایی از شخصیت او بر اساس کروئلا دویل الگوبرداری شد، زیرا هر دو شخصیت مد روز دیده می‌شوند.[۱۲]
- جک مک‌بریر درنقش فلیکس، تعمیرکاری که قهرمان و شخصیت قابل بازی درستش کن فلیکس جونیور و شوهر کالهون است.[۸]
- جین لینچ درنقش گروهبان کالهون، شخصیت اصلی بازی وظیفهٔ قهرمان[ج] و همسر فلیکس.[۸]
- آلن تودیک درنقش KnowsMore، شخصیتی که نشان دهنده موتور جستجویی به همین نام است، با تکمیل خودکار بیش از حد تهاجمی.[۱۰] طراحی شخصیت عمدتاً از طرح‌های شخصیت‌های سبک‌شده موجود در فیلم‌های کوتاه دیزنی و برنامه‌های ویژه تلویزیونی که در اواسط دهه ۱۹۶۰ توسط وارد کیمبال و مارک دیویس انجام شده بود، الهام گرفته شد.[۱۳] تودیک قبلاً در فیلم اول صداپیشگی پادشاه کندی[چ] را بر عهده داشت.[۱۰][۱۴]
- آلفرد مولینا درنقش دابل دان، یک خالق ویروس نیمه کرم که در وب تاریک ساکن است.[۸]
  - مولینا همچنین صداپیشگی برادر به هم پیوسته دابل دن، دن کوچولو را بر عهده دارد.[۱۵]
- اد اونیل درنقش آقای لیتواک، مالک مرکز سرگرمی خانواده لیتواک و آرکید.[۸]
- پرنسس‌های دیزنی: تمام شخصیت‌های پرنسس دیزنی همراه با آنا و السا از یخ‌زده نیز در این فیلم ظاهر می‌شوند.[۱۶][۱۷] صداپیشگی تمام این شخصیت‌ها توسط بازیگرانی انجام شد که آن نقش‌ها را آغاز کرده بودند،[۱۶] به جز سیندرلا و آرورا، که به ترتیب توسط جنیفر هیل و کیت هیگینز[۱۷] و سفیدبرفی که توسط فیلمنامه‌نویس پاملا ریبون صداپیشگی شدند.[۱۸] علاوه بر این، کلی مک‌دونالد که قبلاً در فیلم اصلی دلیر (۲۰۱۲) بازی کرده بود، نقش خود را به عنوان مریدا ادامه داد.[۱۶] راجا (ببر حیوان خانگی جاسمین)، میکو (راکون حیوان خانگی پوکاهونتاس)، موش سیندرلا (از جمله ژاک و گاس) و پرنده‌های او و شاهزاده ناوین (در شکل قورباغه، که رالف او را پس از بوسیدنش با فراگر[ح] اشتباه می‌گیرد) نیز در فیلم ظاهر می‌شوند.[۱۹]
  - جنیفر هیل در نقش سیندرلا
  - کیت هیگینز در نقش اورورا
  - جودی بنسون در نقش آریل
  - پایگی اوهارا در نقش بِل
  - لیندا لارکین در نقش جاسمین
  - لرنه بدارد در نقش پوکاهانتس
  - مینگ نا ون در نقش مولان
  - آنیکا نونی رز در نقش تیانا
  - مندی مور در نقش راپانزل
  - کلی مکدونالد در نقش مریدا
  - آیولی کراوالهو در نقش موآنا
  - پاملا ریبون در نقش سفید برفی
  - کریستن بل در نقش آنا
  - ایدینا منزل در نقش السا

چندین شخصیت از فیلم‌ها و رسانه‌های دیگر نیز با صداپیشگان اصلی یا فعلی‌شان ظاهر می‌شوند، مانند راجر کریگ اسمیت در نقش سونیک خارپشت، موریس لامارچ در نقش تاپر، براد گرت در نقش ایور از وینی د پو، کوری برتون در نقش بدخلق از فیلم سفید برفی و هفت کوتوله، آنتونی دنیلز در نقش سی‌تری‌پی‌او از جنگ ستارگان، وین دیزل در نقش گروت از دنیای سینمایی مارول، و تیم آلن در نقش باز لایتیر از داستان اسباب بازی.

## بازخورد
در وبگاه جمع‌آوری نقد راتن تومیتوز، ٪۸۸ از ۲۷۴ بررسی منتقدان مثبت است و میانگینِ امتیاز آن ۷٫۳/۱۰ است. اجماع این وبگاه چنین می‌نویسد: «رالف اینترنت را خراب می‌کند از فیلم قبلی‌اش با صحنه‌های خنده‌دار و دلچسب که دنیای رنگارنگ را در عین تمرکز بر شخصیت‌ها و روابط اصلی گسترش می‌دهد، پیشی گرفته‌است.» این فیلم در متاکریتیک که از میانگین وزنی استفاده می‌کند، بر اساس نظر ۴۳ منتقدین امتیاز ۷۱ از ۱۰۰ را کسب کرده که نشان‌گر «نقدهای عموماً مطلوب» است.